# Atypus baotingensis
Espèce
Atypus baotingensis est une espèce d'araignées mygalomorphes de la famille des Atypidae.

## Distribution
Cette espèce est endémique de Hainan en Chine,.

## Description
Le mâle holotype mesure 11,44 mm et la femelle paratype 15,91 mm, les mâles mesurent de 10,64 à 11,44 mm et les femelles de 14,13 à 16,91 mm. Les mâles ont une coloration foncée sur tout leur corps mis à part le clypeus violet claire. Les pattes en revanche sont marron foncé et se clarifient à partir du tibia jusqu'au tarse. Ils ont également le bout des filières postérieures marron clair

## Étymologie
Son nom d'espèce, composé de baoting et du suffixe latin -ensis, « qui vit dans, qui habite », lui a été donné en référence au lieu de sa découverte, le xian de Baoting.

## Mode de vie et habitat
Cette espèce est souterraine comme toutes les araignées du genre Atypus.

## Publication originale
- Li, Xu, Zhang, Liu, Zhang & Li, 2018 : Two new species of the purse-web spider genus Atypus Latreille, 1804 from Hainan Island, China (Araneae, Atypidae). ZooKeys, no 762, p. 47-57 (texte intégral).